# Herai TV
Mit herai tv hat im Oktober 2005 ein in seiner Zielsetzung einmaliger Fernsehsender den Betrieb aufgenommen. Mit einer klar entwicklungspolitischen Ausrichtung wird im afghanischen Herat ein Bildungsprogramm mit einer Reichweite von 80 km für bis zu 1,5 Mio. Zuschauer produziert und ausgestrahlt.